# 藍徽特攻隊
《藍徽特攻隊》（英語：The Blue Max）是一部1966年英美合拍戰爭片，描述第一次世界大戰空軍剛出現於人類戰場，德意志帝國頒發“藍馬克斯勳章”給擊落最多架敵機的德國王牌戰鬥機飛行員曼弗雷德·馮·里希特霍芬故事；演員有包括喬治·比柏（George Peppard），詹姆士·梅遜（James Mason），性感女星烏蘇拉·安德絲，導演是約翰·葛樂民（John Guillermin），福斯電影公司1966年出品。

## 剧情
- 杰里·戈德史密斯知名電影配樂大師（作品有唐人街、第一滴血），藍徽特攻隊被視為他代表作；遨翔天際旋律，充分表現。
- 第一次世界大戰空戰，常有各交戰國王牌戰鬥機飛行員，與敵國王牌戰鬥機飛行員下挑戰帖、駕駛戰鬥機單挑對決，是此類型電影可看所在。

## 外部連結
- 互联网电影数据库（IMDb）上《藍徽特攻隊》的资料（英文）